# Cirsium echinatum
Cirsium echinatum là một loài thực vật có hoa trong họ Cúc. Loài này được (Desf.) DC. mô tả khoa học đầu tiên năm 1815.